# Estrela OB
Estrela OB são estrelas massivas e quentes que aparecem em grupos chamados associações OB. Elas têm uma vida curta, e portanto não se afastam muito do local onde foram formadas. Durante sua vida, elas emitem grandes quantidades de radiação ultravioleta. Esta radiação rapidamente ioniza o gás
da gigante nuvem molecular que as envolvem, formando uma região HII ou esfera de Strömgren.